# Янагисава (род)

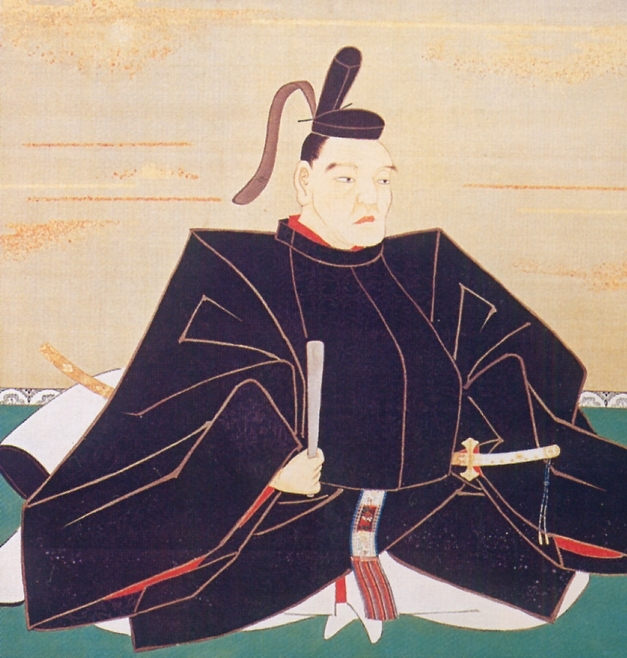
Янагисава Есиясу (1659—1714), даймё Сануки-хана (1688—1694), Кавагоэ-хана (1694—1704) и Кофу-хана (1704—1709)

Янагисава (柳沢氏, Янагисава-си) — японский самурайский клан, получивший известность в период сегуната Токугава эпохи Эдо. Основная ветвь клана правила как дайме княжества Ямато-Корияма в провинции Ямато (150 120 коку) до Реставрации Мэйдзи, после чего получил пэрский титул кадзоку хакусяку (граф).

## Происхождение и история периода Эдо
Янагисава были родом из провинции Каи и произошли от клана Такэда Итидзе Токинобу, внука Такэды Нобунаги, внука Такэды Нобуеси (1128—1186).
Янагисава Нобутоси (1548—1614) был сыном Аоки Нобутаки и членом Мукавасу, младшей ветви клана Такэда, происходящей от Итидзе Токинобу, и группы воинов, которые защищали границу. В то время клан Аоки занимал должность главы клана Мукавасу. После падения клана Такэда Янагисава вместе с другими Мукавасу были завербованы Токугавой Иэясу, который защищал нескольких выживших вассалов клана Такэда, таких как клан Йонекура и клан Цутия. 16 августа 1582 года Иэясу пожаловал ему 72 кан 800 мон (что эквивалентно примерно 300 коку) земли в провинции Кай. В 1590 году, когда Иэясу был переведен в Канто, Нобутоси получил 230 коку на территории Хатигата провинции Мусаси.
Янагисава Ясуеси (1595—1686), его сын, был хатамото, прямым вассалом Токугавы Хидэтады, а затем Токугавы Иэцуны, увеличив свой доход до 430 коку, в то время как его младший брат Янагисава Ясутада (1602—1687) поступил на службу к Токугаве Цунаёси из домена Татебаяси.
Янагисава Есиясу (1659—1714), сын Ясутады, унаследовал семейное жалованье в размере 530 коку в 1675 году, когда его отец ушел в отставку. В 1680 году, когда Токугава Цунаеси стал 5-м сегуном, Есиясу также стал прямым вассалом сегуна. В 1688 году он был назначен собаёнином (лордом-камергером) и получил звание дайме домена Сануки (12 000 коку) в провинции Кадзуса. В 1690 году он получил дополнительно 20 000 коку. В 1694 году он был назначен Роджу и переведен во владения Кавагоэ (82 000 коку). В 1704 году, когда Токугава Цунатойо из княжества Кофу был выбран в качестве наследника Цунаеси, Есиясу был передан в домен Кофу (150 000 коку). С 10 по 12 апреля того же года на поминальной службе по случаю 133-й годовщины смерти Такэды Сингэна в храме Кай Эрин-дзи Есиясу подчеркнул, что он был членом семьи Такэда. В 1706 году он был повышен до ранга Тайро.
Его сын, Янагисава Есисато (1687—1745), был переведен в 1724 году во владения Ямато-Корияма в 1724 году, где его потомки проживали до отмены системы хань в 1871 году. Последний дайме Ямато-Корияма Янагисава Ясунобу (1846—1893) получил пэрский титул кадзоку хакусяку (граф).

## Боковые ветви
- Ветвь клана, происходящая от Янагисавы Цунэтаки (1695—1725), 4-го сына Янагисавы Есиясу, с 1723 по 1868 год получила владение в 10 000 коку в Курокаве-хан (сегодня часть Тайнай, Ниигата), а впоследствии получила титул виконта.
- Ветвь клана, происходящая от Янагисавы Токитики (1696—1750), 5-го сына Янагисавы Есиясу, получила владение в 10 000 коку в домене Миккаити (сегодня часть Сибата, Ниигата) с 1723 по 1868 год, а впоследствии получила титул виконта.